# Grupy bojowe operacji Hornung
Grupy bojowe operacji Hornung – powstało kilka hitlerowskich grup bojowych, dla celów operacji Hornung. 

## Nord (KampfgruppeNord)
Była dowodzona przez dowódcę 1 batalionu 23 Pułku Policji SS.

### Skład
- 1 batalion 23 Pułku Policji SS
- Kommando Oskara Dirlewangera
- 57 Batalion Schutzmannschaft
- 112 kompania łączności Policji SS
- 12 kompania pancerna Policji SS

## Ost (Kampfgruppe Ost)
Była dowodzona przez dowódcę 2 Pułku Policji SS.

### Skład
- 2 Pułk Policji SS
- batalion rosyjskich kolaborantów Rodianowa
- bateria dział polowych z 1 Brygady Piechoty SS z Borysowa
- drużyna pancerna z 18 Pułku Strzelców Górskich Policji SS

## Süd (Kampfgruppe Süd)
Była dowodzona przez dowódcę 10 Pułku Policji SS.

### Skład
- 10 Pułk Policji SS (bez 1. batalionu)
- jednostka wydzielona z 11 Pułku Policji SS (wcześniej w 103 Batalionie Schutzmannschaft)
- 1 Batalion Bałtów
- ciężka kompania Kohlstadt

## Südost (Kampfgruppe Südost)
Była dowodzona przez dowódcę 10 Pułku Policji SS.

### Skład
W jej skład wchodziły 2 bataliony 101 Pułku Piechoty Wehrmachtu.